# Brännaltasjön
Brännaltasjön är en sjö i Halmstads kommun i Halland och ingår i Fylleåns huvudavrinningsområde.